# Hespérie de la ballote
Carcharodus baeticus
Espèce
L’Hespérie de la ballote, Carcharodus baeticus, est une espèce de lépidoptères (papillons) de la famille des Hesperiidae, de la sous-famille des Pyrginae et du genre Carcharodus.

## Dénomination
Le taxon Carcharodus baeticus a été décrit par Pierre Rambur en 1839.
On trouve parfois l'orthographe erronée « boeticus ».

### Noms vernaculaires
Carcharodus baeticus se nomme en anglais Southern Marbled Skipper, et en espagnol Piquitos.

## Description
C'est un papillon au dessus tacheté de marron foncé, marron clair et blanc.

## Biologie

### Période de vol et hivernation
Il vole en une à trois générations suivant sa localisation.
Il hiverne au stade de jeune chenille.

### Plantes hôtes
Les plantes hôtes de sa chenille seraient des Marrubium dont Marrubium vulgare et des Ballota dont Ballota foetida.

## Écologie et distribution
Il réside en Europe dans le nord du Portugal, en Espagne, dans le sud de la France, à la limite du nord de l'Italie et du sud de la Suisse et au Moyen-Orient jusqu'en Iran,.
En France il serait présent dans les départements du pourtour méditerranéen et des Alpes.

### Biotope
Il réside sur les pentes rocheuses et dans les vallons secs et chauds.

### Protection
Espèce déterminante classée en liste rouge des espèces menacées.